# Svetli (Volgograd)
|  | Per a altres significats, vegeu «Svetli». |

Svetli (en rus: Светлый) és un poble (un possiólok) de l'óblast de Volgograd, a Rússia, segons el cens del 2002 tenia 110 habitants.